# Michael Green (Segler)
Michael Green (* 4. Juni 1954 in Dublin, Irland) ist ein ehemaliger barbadisch-lucianischer Regattasegler.

## Biografie
Michael Green, der aus Irland stammt begann mit 11 Jahren mit dem Segelsport. 1983 zog es ihn in die Karibik.
Bei den Olympischen Spielen 1988 trat Green zusammen mit Howard Palmer für Barbados in der Regatta mit dem Star an. Das Duo belegte den 14. Platz. Bei seiner zweiten Olympiateilnahme in Atlanta 1996 ging er für St. Lucia an den Start und wurde 45. in der Laser-Regatta.
Darüber hinaus nahm er an den Panamerikanischen Spielen 2003 teil.